# روث ألكسندر
روث الكسندر (بالإنجليزية: Ruth Alexander)‏ هي طيارة أمريكية، ولدت في 18 مايو 1905 في Irving, Kansas ‏ في الولايات المتحدة، وتوفيت في 18 سبتمبر 1930 في سان دييغو في الولايات المتحدة.